# Desa Pelem (administrativ by i Indonesien, Jawa Tengah, lat -7,19, long 111,24)
Desa Pelem är en administrativ by i Indonesien.   Den ligger i provinsen Jawa Tengah, i den västra delen av landet, 500 km öster om huvudstaden Jakarta.